# Club Ciudad de Bolívar
Der Club Ciudad de Bolívar ist ein argentinischer Volleyballverein aus San Carlos de Bolívar in der Provinz Buenos Aires, dessen Männermannschaft in der höchsten argentinischen Liga (Serie A1) spielt. Der 2002 gegründete Verein startete auch als Drean Bolívar und Personal Bolívar.
Bekannte argentinische Nationalspieler wie Franco López, Alexis González, Pablo Crer, Sebastian Solé, Iván Castellani und Gabriel Arroyo spielten bei Bolívar, aber auch Stars wie Giba aus Brasilien und Donald Suxho aus den USA waren hier aktiv. Die Mannschaft spielt seit 2002 in der höchsten argentinischen Liga und holte achtmal den Meistertitel (2003, 2004, 2007, 2008, 2009, 2010, 2017 und 2019). 2010 gewann man auch die südamerikanische Klubmeisterschaft und belegte bei der Klub-Weltmeisterschaft Platz vier.